# Herdonea
Herdonea (dziś: Ortona) − starożytne miasto w Apulii, gdzie w roku 212 p.n.e. i 210 p.n.e. Hannibal zadał Rzymianom klęskę.